# Madagascar 2
Madagascar 2 (engleză Madagascar: Escape 2 Africa) este o comedie americană de animație realizată în 2005, continuarea filmului Madagascar, în regia lui Eric Darnell și Tom McGrath și produsă la DreamWorks Animation din Glendale, California.
Premiera a avut loc în SUA la 7 noiembrie 2008. Vocile personajelor principale sunt interpretate de Ben Stiller, Chris Rock, Jada Pinkett Smith, David Schwimmer, Sacha Baron Cohen, Cedric the Entertainer, și Andy Richter. Muzica filmului a fost scrisă de Hans Zimmer. Premiera românească a filmului a avut loc în 28 noiembrie 2008 în varianta subtitrată și dublată, fiind distribuit de Ro Image 2000 .
Dublajul vocii lui Moto Moto este asigurat în limba română de 1-q Sapro. 

## Personaje principale
- Alex, Alakay Leul
- Marty, Zebra
- Melman, Girafa
- Gloria, Hipopotamul
- pinguinii: Skipper, Rico, Kowalski și Private
- Regele Julien XIII, regele lemurilor
- Maurice, lemurul servitor
- Mort, șoarecele lemur, servitorul lui Julien
- cimpanzeii Mason și Phil

## Actori
- Ben Stiller ca Alex
- Chris Rock ca Marty
- Andy Richter ca Mort
- David Schwimmer ca Melman
- Jada Pinkett Smith ca Gloria
- Bernie Mac ca Zuba
- Alec Baldwin ca Makunga
- Sherri Shepherd ca Florrie
- will.i.am ca Moto Moto
- Elisa Gabrielli ca Nana
- Sacha Baron Cohen ca King Julien
- Cedric the Entertainer ca Maurice
- Tom McGrath ca Skipper
- John DiMaggio ca Rico
- Chris Miller ca Kowalski
- Christopher Knights ca Private
- Conrad Vernon ca Mason